# Fibel der Claude von Frankreich

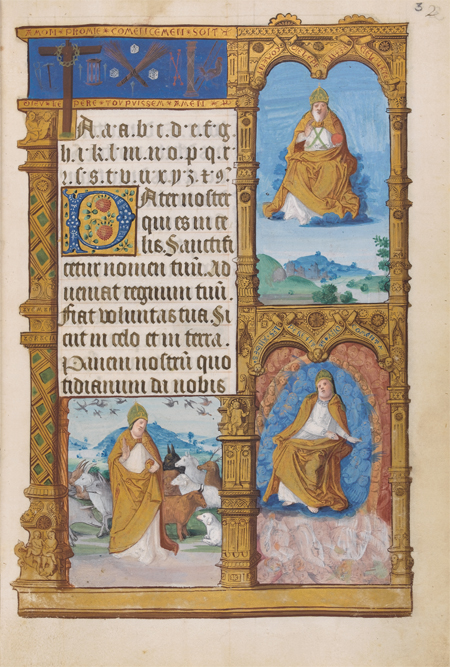
Fibel der Claude von Frankreich: ABC, Vaterunser und Darstellungen der Schöpfung (fol. 3r)

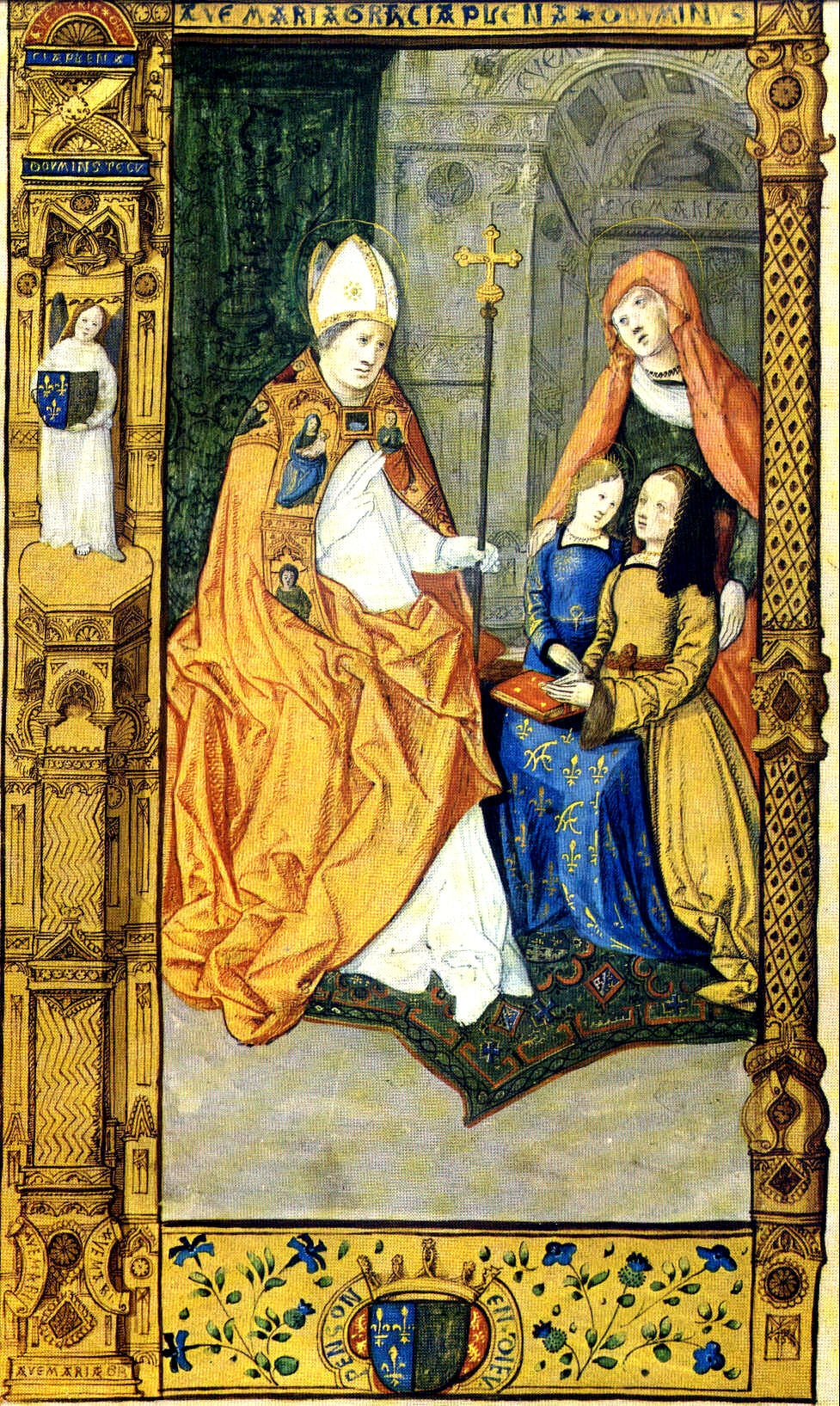
Claude mit Schutzheiligen (fol. 2v)

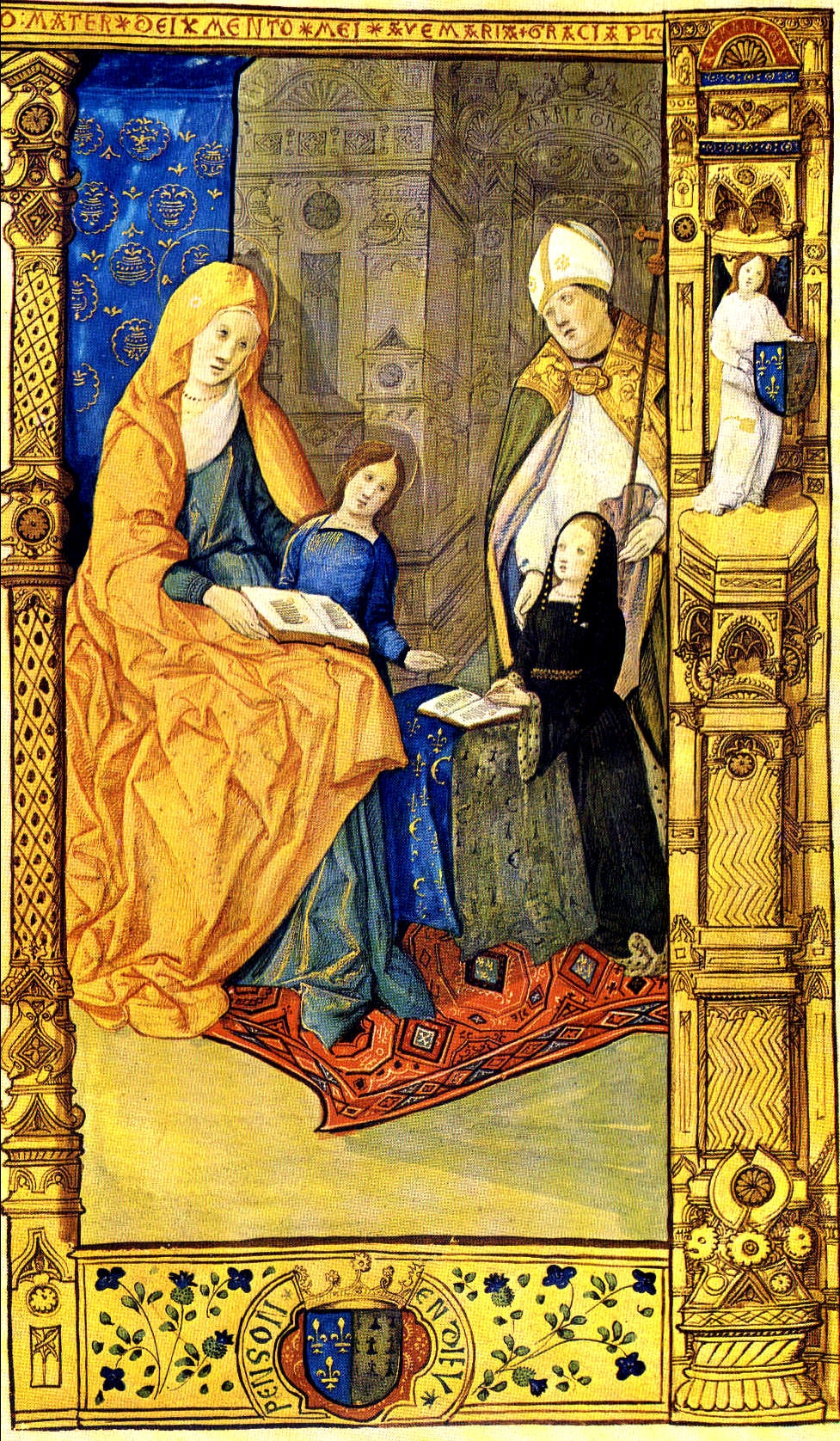
Claude mit Schutzheiligen (fol. 9r)

Die Fibel der Claude von Frankreich war das erste Buch von Claude, der älteren Tochter von Ludwig XII. von Frankreich und Anne de Bretagne. Viele Jahrhunderte lang war dieses erste Buch ein Gebetbuch. In England wurde dieser Begriff oft für ein komplettes Stundenbuch verwendet, doch eine echte Fibel hatte gekürzte und vereinfachte Texte, die für ein elementares Lesebuch geeignet waren.

## Beschreibung
Die in Frankreich um 1505 entstandene Fibel mit den Maßen 26 × 17,5 cm beinhaltet auf 14 Seiten zwei ganzseitige Miniaturen sowie 37 kleinere Miniaturen in Bordüren. Sie befindet sich in der Sammlung des Fitzwilliam Museums in Cambridge (Signatur MS 159).

## Miniaturen
Der Text beginnt mit dem Alphabet und enthält dann das Glaubensbekenntnis, das Vaterunser, Tischgebete, die Schöpfungsgeschichte, Adam und Eva, das Ave Maria, Geburt und Anbetung der Könige und andere grundlegende religiöse Texte. Über diesen Texten stehen Wahlsprüche, und am Anfang und Ende befinden sich Porträts der Eigentümerin.
Auf der ersten Seite tritt die kleine Prinzessin vor ihrem Schutzheiligen, dem hl. Claude, Bischof von Besançon, auf. Sie ist vor ihm kniend dargestellt, ihre Hände ruhen auf einem geschlossenen Buch, das auf einem Betstuhl liegt, der mit einem Tuch voller Wappenlilien und Buchstaben A bedeckt ist, der Initiale ihrer Mutter und der hl. Anna, Mutter der Jungfrau Maria. Diese steht hinter ihr, ihre Arme sowohl um Claude als um die junge Maria gelegt (die himmlischen Personen sind an ihrem Heiligenschein zu erkennen).
Auf der letzten Miniatur sind die Rollen vertauscht. Hier sitzt die hl. Anna vor Claude, ein offenes Buch auf ihrem Schoß, mit dessen Hilfe sie die Jungfrau Maria anleitet, die sich zur Seite wendet, als wolle sie Claude mit einbeziehen. Der hl. Bischof Claude präsentiert seinen Schützling der hl. Anna und Maria. Die Decke des Betstuhls weist diesmal die Initiale C (von Claude) statt A auf. Im Gegensatz zur ersten Miniatur liegen die Hände der Prinzessin jetzt auf einem aufgeschlagenen Buch. Auf dem Bogen über ihr steht in blauen und roten Worten „Mutter Gottes, gedenke meiner“. Die Bedeutung ist klar, die kleine Prinzessin hat nun lesen gelernt.

## Claude von Frankreich
Die im Oktober 1498 geborene Claude war die ältere der beiden Töchter von Anna von der Bretagne und ihrem zweiten Ehemann Ludwig XII. Ihre Mutter dachte viel über die Zukunft ihres einzigen überlebenden Kindes nach, das war Claude mehrere Jahre lang, und hoffte, eine Habsburg-Verbindung für sie zu arrangieren. Verhandlungen über eine Heirat Claudes mit Maximilians Enkel, dem Erzherzog Karl (späterer Kaiser Karl V.) begannen, als beide Kinder noch fast in der Wiege lagen. Doch Ludwig XII. bestand nach Genesung von einer schweren Krankheit im Jahre 1505 darauf, dass seine Tochter den nächsten Erben des französischen Thrones heiraten müsse, ihren Vetter Franz von Angoulême, und verlobte die beiden Kinder offiziell im darauffolgenden Jahr. Claudes Hochzeit fand im Mai 1514 statt, einige Monate nach dem Tod ihrer Mutter, als sie vierzehn Jahre alt war. Somit war sie Herzogin der Bretagne und nach dem Tod des Vaters ein Jahr später auch Königin von Frankreich. Im Laufe ihres Lebens brachte sie acht Kinder zur Welt, von denen eines als Heinrich II. die Nachfolge antrat. 1524 starb sie im Alter von noch nicht fünfundzwanzig Jahren.
Ihr Andenken ist in dem Namen „la reine-claude“ erhalten geblieben, der jener grünen Pflaume gegeben wurde, die zu diesem Zeitpunkt aus dem Osten in Frankreich eingeführt und zuerst für sie angebaut worden war.
Dieses Stundenbuch eines Kindes wurde von einem anderen von höchster Schönheit abgelöst, als Claude Königin von Frankreich wurde.